# Lethrus gissaricus
Lethrus gissaricus là một loài bọ cánh cứng trong họ Geotrupidae. Loài này được Nikolajev miêu tả khoa học năm 1976.